# (2049) Grietje
(2049) Grietje (1973 SH) – planetoida z pasa głównego asteroid okrążająca Słońce w ciągu 2,72 lat w średniej odległości 1,95 au. Odkryta 29 września 1973 roku.